# 最後の人間

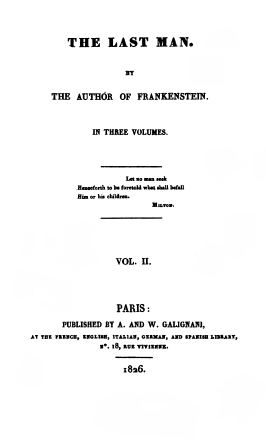
表紙

『最後の人間』（さいごのにんげん、The Last Man ）は、1826年2月にメアリー・シェリーによって書かれた、21世紀末を舞台にした長編小説。著者の知人をモデルにした人物が登場する、半ば自伝的小説でもある。当時は酷評され、再評価を受けたのは1960年代になってからだった。

## あらすじ
1818年、作者であるメアリー・シェリーは失われたシビュラの書の断片を偶然ナポリ近郊で発見した。そこに書かれていた未来の人類の運命に関する記述を一人称視点で語りなおしたものが本編、という設定となっている。
21世紀末、主人公ライオネルは、エイドリアンやレイモンド卿と知り合い、交流を深めていた。その矢先、ギリシャ・トルコ戦争が起こり、レイモンド卿はギリシャ側の指揮官として戦い、ギリシャを勝利へ導いた。しかしその後、レイモンド卿は急死する。
その頃から謎の疫病が広がり始めた。人間を死に至らしめるものの、他の動植物には一切被害を及ぼさないこの疫病により、人口は激減する。エイドリアンは残った人類の指導者として活躍するが、疫病の猛威は止まらない。イギリスを捨てて南へ逃げるためにフランス・スイス・イタリアへと移動するうち、残ったのはライオネル、エイドリアン、レイモンド卿の娘の3人だけとなる。3人はギリシャへ渡ろうとしてアドリア海の航海中に嵐に見舞われ、ライオネルだけが漂着する。ライオネルは最後の人間 (The Last Man) となり、これまでの記録を書く。それが偶然発見された、シビュラの書だった。

## モデルとなった人物
主人公ライオネル・ヴァーニーのモデルは著者メアリー・シェリーである。また、主人公の親友エイドリアンは夫パーシー・シェリー、エイドリアンと主人公の共通の友であるレイモンド卿はバイロンをモデルとしている。
史実では、バイロンはギリシャ独立戦争中に病死、パーシーはヨットの事故で溺死、メアリーは息子パーシー・フローレンスと共に取り残された。小説の人物達もこれに類似した展開を迎えている。

## 日本語訳書
日本語訳には、『最後のひとり』というタイトルで出版されたものがある。